# Adolf Strack
Pour les articles homonymes, voir Strack.
Adolf Strack (né le 4 janvier 1871 à Ober-Rosbach et mort le 25 décembre 1934 à Gießen) est un avocat, homme politique allemand et député du Reichstag.

## Biographie
Strack étudie à l'école primaire d'Ober-Rosbach, à l'école secondaire et au Progymnasium de Friedberg, au lycée de Bensheim et à l'université de Giessen. Il est évaluateur judiciaire jusqu'au 1er janvier 1901, alors juge de district à Lorsch, Friedberg et Gießen, ici constamment utilisé au tribunal régional. Depuis le 4 décembre 1911, il est juge de district à Gießen.
De 1912 à 1918, il est député du Reichstag pour la 2e circonscription du Grand-Duché de Hesse (Friedberg, Büdingen, Vilbel).